# Rudolf Wagner (médico)
Rudolf Wagner (Bayreuth, 30 de junio de 1805-Gotinga, 13 de mayo de 1864) fue un anatomista, zoólogo y fisiólogo alemán.

## Biografía
Hijo de un profesor de instituto, nació en Bayreuth (Baviera) el 30 de junio de 1805. En 1822 comenzó los estudios de medicina en la Universidad de Erlangen, que finalizó en 1826 en Wurzburgo. Fue discípulo de Johann Lukas Schönlein en el campo de la medicina y de Karl Friedrich Heusinger en anatomía comparada. Con ayuda de una beca estudió un año en el Jardín de plantas de París bajo Georges Cuvier e hizo descubrimientos zoológicos en Cagliari y otros lugares del Mediterráneo.
En su regreso a Alemania comenzó a ejercer como médico en Augsburgo, donde su padre había sido transferido, pero unos meses más tarde pasó a ser prosector en Erlangen. Desde 1832 hasta 1840 fue profesor de Zoología y Anatomía Comparada en dicha universidad, hasta que sucedió a Johann Friedrich Blumenbach en la de Gotinga. Allí permaneció hasta su muerte, donde fue vicerrector varios años. En 1860 cedió los contenidos de Fisiología de su docencia a una nueva cátedra, aunque mantuvo los de Zoología. Afecto desde hacía tiempo de tuberculosis, sufrió una parálisis en Frankfurt cuando se encontraba de camino a Bonn para examinar el cráneo de un neandertal. Falleció en Gotinga unos meses después, el 13 de mayo de 1864.

## Obra
La mayor parte de su obra la escribió en Erlangen, cuando gozaba de buena salud. Su tesis trató sobre «el desarrollo histórico de las epidemias y enfermedades contagiosas, con las leyes de su difusión», en la que se nota la influencia de Schönlein. Su primer tratado, en dos volúmenes, fue Die Naturgeschichte des Menschen (Kempten, 1831). Obtuvo material abundante para la investigación de la anatomía y fisiología de los invertebrados en sus viajes al Mediterráneo, Adriático y al mar del Norte, los resultados los comunicó a la academia de ciencias de Múnich y los recopiló en Beiträge zur vergleichenden Physiologie des Blutes (Leipzig, 1832-1833, con añadidos en 1838). En 1834-1835 publicó en Leipzig un libro de texto, llamado Lehrbuch der vergleichenden Anatomie, sobre la asignatura que impartía y que recomendaba a sus estudiantes por su estilo conciso. Una nueva edición apareció en 1843 con el título Lehrbuch der Zootomie, de la cual solo corrigió personalmente la sección de vertebrados. Su último trabajo sobre zoología fue el atlas Icones zootomica (Leipzig, 1841).
En 1835 comunicó a la academia de ciencias de Múnich sus observaciones acerca de la fisiología de la fecundación y el desarrollo, como el descubrimiento de la vesícula germinal. Las volvió a publicar con el título Prodromus historiae generationis hominis atque animalium (Leipzig, 1836). Al igual que con la zoología, escribió un libro de texto sobre fisiología llamado Lehrbuch der speciellen Physiologie (Leipzig, 1838), que rápidamente alcanzó la tercera edición y fue traducido al francés y al inglés. Creó, además, el atlas Icones physiologicae (Leipzig, 1839). A este período también pertenece un trabajo sobre medicina propiamente dicha, de alcance histórico y sintético, Grundriss der Encyklopädie und Methodologie der medicinischen Wissenschaften nach geschichtlicher Ansicht (Erlangen, 1838), que fue traducida al danés. En la misma época tradujo la Natural History of Man de James Cowles Prichard y editó varios escritos de Samuel Thomas von Sömmerring, además de una biografía de este personaje en 1844. En 1843, después de su traslado a Gotinga, comenzó su Handwörterbuch der Physiologie, mit Rucksicht auf physiologische Pathologie, cuyo quinto volumen, un suplemento, vio la luz en 1852; las únicas contribuciones de Wagner en este fueron sobre los nervios simpáticos, ganglios nerviosos y terminaciones nerviosas. Mientras residía por motivos de salud en Italia entre 1845 y 1847 investigó sobre el órgano eléctrico de la raya torpedo y respecto a la organización del sistema nervioso en general, acerca de lo que publicó más tarde como Neurologische Untersuchungen (Gotinga, 1853-1854).
Su siguiente período está marcado por una crítica filosófica al materialismo. Cristiano declarado, perdió a causa de estas disputas algunos amigos y alumnos y fue acusado de tener una «atrofia cerebral». En 1854 pronunció un discurso sobre Menschenschöpfung und Seelensubstanz en una reunión de la Naturforscher-Versammlung. Se continuó con una serie de «cartas fisiológicas» recopiladas en el Allgemeine Zeitung, y los ensayos Glauben und Wissen y Der Kampf um die Seele (Gotinga, 1857). Wagner conocía los escritos alemanes clásicos, especialmente Goethe y autores relacionados.
Su cuarto y último período estuvo centrado en la antropología y la arqueología. Se ocupó de la colección de calaveras del museo de Gotinga, coleccionadas por Johann Friedrich Blumenbach, excavó restos prehistóricos, se carteó con las sociedades antropológicas de París y Londres y organizó, junto con Karl Ernst von Baer, un congreso de antropólogos en Gotinga en 1861. Los últimos escritos de Wagner fueron memorias acerca de las circunvoluciones cerebrales, el peso de este órgano y el cerebro de los discapacitados mentales.